# StuIG 33B
O Sturm-Infanteriegeschütz 33B foi um canhão de assalto utilizado pela Alemanha Nazista durante a Segunda Guerra Mundial, construído a partir do chassi do Sturmgeschütz III montado sobre uma superestrutura, equipado com o obus de 150 milímetros sIG 33/1.
Fontes divergem quanto à história do desenvolvimento. Algumas fontes dizem que a Alkett foi ordenada em julho de 1941 para converter uma dúzia de chassis do canhões de assalto Sturmgeschütz III Ausf. E, que foram produzidos entre dezembro de 1941 e janeiro de 1942, mas não foram finalizados. Em 20 de setembro de 1942, outra dúzia Sturmgeschutz IIIs foram ordenados a serem convertidos. Outras afirmam que todos os 24 veículos foram construídos pela Alkett, começando em setembro de 1942 a partir de chassis reparados do Sturmgeschütz III Ausf. B, C, D e E.
A primeira dúzia foi entregue até o final de outubro de 1942, atribuído-lhes aos batalhões Sturmgeschütz-Abteilungen 177 e 244, em seguida, batalhando em Stalingrado. A dúzia restante de veículos não pôde ser entregue a Sturmgeschütz-Abteilungen 243 e 245, depois que os soviéticos cercaram o 6º Exército Alemão em 21 de novembro. Em vez disso, os veículos foram entregues à Sturm-Infanterie-Geschütz-Batterie/Lehr-Bataillon XVII.
O batalhão foi designado para a 22.ª Divisão Panzer, que tentaram aliviar o 6º Exército preso. A Divisão foi praticamente dizimada nos combates e a bateria foi designado para a 23.ª Divisão Panzer, onde combateu no regimento Sturm-Infanterie-Geschütz-Batterie/Panzer-Regiment 201 (também conhecido como 9. Kompanie/Panzer-Regiment 201) para o resto da guerra. O último relatório afirmava que restavam apenas 5 unidades do veículo em setembro de 1944. Apenas 1 unidade sobreviveu a guerra, e se encontra no Museu de Blindados de Kubinka, nos arredores de Moscou.